# Liste der Internationalen Meister (Verleihung 1952)

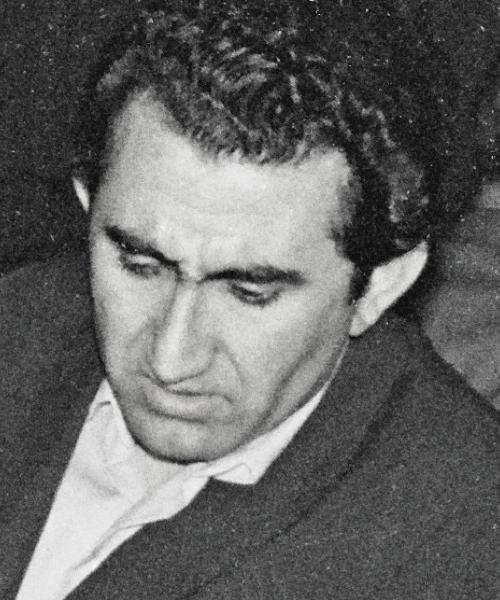
Tigran Petrosjan war von 1963 bis 1969 Weltmeister.

Die Liste der Internationalen Meister des Jahres 1952 führt alle Schachspieler auf, die im Jahr 1952 vom Weltschachbund FIDE den Titel Internationaler Meister erhalten haben. Die Verleihung erfolgte wie in den Vorjahren auf Basis von herausragenden Turnier- und Wettkampfergebnissen der jeweiligen Spieler.
Seit dem Tod Robert Byrnes im April 2013 ist keiner der damals 14 geehrten Spieler mehr am Leben. Vier der 14 Spieler erreichten später den Großmeistertitel (darunter mit Tigran Petrosjan ein späterer Weltmeister), einem weiteren wurde später der Titel eines Ehren-Großmeisters verliehen.

## Legende
Die Tabelle enthält folgende Angaben:
- Name: Nennt den Namen des Spielers.
- Land: Nennt das Land, für das der Spieler 1952 spielberechtigt war.
- Lebensdaten: Nennt das Geburtsjahr und gegebenenfalls das Sterbejahr des Spielers.
- GM: Gibt für Spieler, die später zum Großmeister ernannt wurden, das Jahr der Verleihung an.
- HGM: Gibt für Spieler, die später zum Ehren-Großmeister ernannt wurden, das Jahr der Verleihung an.
- weitere Verbände: Gibt für Spieler, die früher oder später für mindestens einen anderen Verband spielberechtigt waren, diese Verbände mit den Zeiträumen der Spielberechtigung (sofern bekannt) an.

## Liste
| Name                      | Land               | Lebensdaten | GM   | HGM  | weitere Verbände           |
| ------------------------- | ------------------ | ----------- | ---- | ---- | -------------------------- |
| Olaf Barda                | Norwegen           | 1909–1971   |      |      |                            |
| Robert Byrne              | Vereinigte Staaten | 1928–2013   | 1964 |      |                            |
| Martin Christoffel        | Schweiz            | 1922–2001   |      |      |                            |
| Moshe Czerniak            | Israel             | 1910–1984   |      |      | Polen (bis 1934)           |
| Johannes Hendrikus Donner | Niederlande        | 1927–1988   | 1959 |      |                            |
| Larry Evans               | Vereinigte Staaten | 1932–2010   | 1957 |      |                            |
| Andrija Fuderer           | Jugoslawien        | 1931–2011   |      | 1990 | Belgien                    |
| Eugênio German            | Brasilien          | 1930–2001   |      |      |                            |
| Osmo Kaila                | Finnland           | 1916–1991   |      |      |                            |
| Zdrawko Milew             | Bulgarien          | 1929–1984   |      |      |                            |
| Kaarle Ojanen             | Finnland           | 1918–2009   |      |      |                            |
| Tigran Petrosjan          | Sowjetunion        | 1929–1984   | 1952 |      |                            |
| Josef Porath              | Israel             | 1909–1996   |      |      | Deutsches Reich (bis 1934) |
| Paul Vaitonis             | Kanada             | 1911–1983   |      |      | Litauen (bis 1940)         |